# Pyrinia saturata
Pyrinia saturata är en fjärilsart som beskrevs av Walker 1863. Pyrinia saturata ingår i släktet Pyrinia och familjen mätare. Inga underarter finns listade.